# Snajper (film 2010)
Snajper (ros. Снайпер) – telewizyjny film rosyjski z 2010 roku w reżyserii Andrieja Szczerbinina.

## Opis fabuły
Dwóch wojskowych snajperów – mjr Oleg Nazarów i kpt. Aleksiej Buchawcew – opuszcza służbę. Oleg odchodzi na prośbę własną ponieważ chce więcej czasu poświęcać rodzinie. Aleksiej zostaje usunięty na skutek nieprzychylnej opinii biegłych psychiatrów – w jednej z ostatnich akcji przeciwko uzbrojonym terrorystom zaczął strzelać do zakładników. Został obezwładniony dzięki Olegowi, który precyzyjnym strzałem zniszczył jego karabin. Dzięki znajomościom Oleg podejmuje intratną pracę jako prywatny instruktor strzelecki. Natomiast Buchawcew, którego zwolnienie ze służby doprowadza do skrajnego stadium choroby psychicznej, kradnie ze sklepu z bronią karabin snajperski i w nocy zaczyna strzelać do ludzi na ulicach St. Petersburga. Prowadzący śledztwo funkcjonariusz Maksakow, jest bezradny – Buchawcew to świetnie wyszkolony i doświadczony zabójca i śledczy wie, że stawić mu czoło może tylko Nazarow. Jednak ten odmawia współpracy z milicją. Jak twierdzi nie jest już snajperem i nie chce zabijać. Nie wie jednak, że dla Aleksieja to on jest głównym celem – zabójca wini go "za zdradę". Gdy ofiarą psychopatycznego strzelca pada ukochana żona Olega, ten przyjmuje pojedynek i przy pomocy milicji i przyjaciół zastawia pułapkę na Buchawcew. Krwawy pojedynek dwóch doświadczonych strzelców na dachach St. Petersburga kończy się zwycięstwem ciężko rannego Olega i śmiercią Aleksieja.

## Obsada aktorska
- Aleksiej Komaszko – Oleg
- Aleksandr Baranowski – Aleksiej
- Walerij Zołotuchin – ojciec Aleksieja
- Natalia Tieriechowa – żona Olega
- Aleksiej Fokin – śledczy Maksakow
- Aleksandra Pietrowa – Wieroczka (córeczka Olega)
- Leonid Majzel – Jakow (przyjaciel Olega)
- Irina Woron – nauczycielka
- Leonid Woron – komendant garnizonu
- Siergiej Worobiow – dowódca Olega
- Walentyna Sawczuk – sekretarka w komendanturze garnizonu

i inni.